# Point Blank (album Nailbomb)
Point Blank – debiutancki album studyjny thrash/industrial metalowego zespołu Nailbomb, wydany przez wytwórnię Roadrunner Records 8 marca 1994.

## Utwory
1. "Wasting Away" – 3:06
2. "Vai Toma No Cú" – 4:47
3. "24 Hour Bullshit" – 3:54
4. "Guerrillas" – 4:26
5. "Blind and Lost" – 1:54
6. "Sum of Your Achievements" – 2:42
7. "Cockroaches" – 5:10
8. "For Fuck's Sake" – 5:44
9. "World of Shit" – 4:13
10. "Exploitation" (cover) – 2:28
11. "Religious Cancer" – 5:09
12. "Shit Piñata" – 1:09
13. "Sick Life" – 17:51

Dodatkowe utworzy na reedycji z 2004
14. "While You Sleep, I Destroy Your World" - 5:06
15. "Zero Tolerance" - 6:34
16. "Wasting Away (Live)" - 3:03
17. "Guerillas (Live)" - 3:27
18. "Cockroaches (Live)" - 4:06
19. "Police Truck (Live)" - 3:08

## Opis
Przy nagraniach Max Cavalera i Alex Newport wykorzystywali automat perkusyjny oraz używali inne dźwięki, m.in. z samplera, pralki do prania, odgłosy hamujących opon samochodowych. W warstwie tekstowej piosenki odnosiły się do nienawiści i przemocy. Nagrania zostały zarejestrowane w studio Chaton niedaleko Phoenix i blisko góry Camelback. Gościnnie uczestniczyli w nich inni muzycy: Dino Cazares z Fear Factory oraz członkowie Sepultury: perkusista Igor Cavalera i gitarzysta Andreas Kisser. Na albumie umieszczono cover utworu pt. „Exploitation” formacji Doom.
Na okładce płyty widnieje zdjęcie przedstawiające wietnamską kobietę z przystawioną do głowy lufą broni palnej. Scena została uwieczniona podczas przesłuchania przez wojska amerykańskie, po którym kobieta została puszczono wolno.
Był to jedyny album studyjny wydany w ramach projektu Nailbomb.